# 千々岩力
千々岩 力（ちぢいわ ちから、1935年5月20日 - 2020年11月）は、日本の法学者。元地方公務員。専門は労働組合法・アメリカ労働法。特に不当労働行為を研究。学位は、法学博士（法政大学）。元高岡法科大学学長。

## 経歴
千々岩助太郎の第四子として台湾台北州台北市に生まれ、終戦後九州に移住。1951年3月香川大学学芸部附属高松中学校卒業。1954年3月詫間電波高等学校卒業。1956年産業能率短期大学能率科事務能率専攻卒業。1961年東京都庁民生局に入庁。1964年東京都労働委員会事務局に転属。1965年3月中央大学法学部法律学科2部卒業。1976年法政大学大学院社会科学研究科私法学専攻博士課程単位取得満期退学(指導教授:青木宗也)。その後、東京都労働委員会事務局主査、同審査課長、同調整課長、同文書課長などを歴任。この間、立正大学法学部・法政大学法学部・筑波大学大学院政策科学研究科の非常勤講師（労働組合法担当）を務めた。1993年から仙台法経専門学校客員講師（労働法・公務員論担当）。1996年3月東京都庁を定年退官。1996年4月仙台法経専門学校副校長、同兼任講師（労働法・公務員論・地方自治法担当）。1997年4月高岡法科大学法学部教授（労働法・社会保障法担当）。1999年3月法政大学にて「アメリカ不当労働行為審査制度の研究」で法学博士受く。
2003年高岡法科大学法学部長。2011年同学長に就任。2018年高岡法科大学退職。同名誉教授。
公職としては、富山県労働委員会公益委員を長く務めた。

## 著書
- 高嶋久則ほか共編『現代実務法律講座　不当労働行為審査手続』（青林書院、1986年5月）
- 『アメリカ不当労働行為審査制度の研究』（日本評論社、1996年4月）
- 『創成期の労働委員会と労働組合 レットパージの嵐の中で』（労働旬報社、2010年4月）

## 註解
1. ↑  学歴等につき、研究者 - researchmap参照
2. ↑  博論データベース
3. ↑  上掲『創成期の労働委員会と労働組合』奥付
4. ↑  以上につき、「千々岩力学長略歴」『千々岩力学長退職記念号　高岡法学第36号』高岡法科大学法学会、2018.3、65頁

| スタブアイコン | サブスタブ | この項目は、まだ閲覧者の調べものの参照としては役立たない、人物に関連した書きかけの項目です。この項目を加筆・訂正などしてくださる協力者を求めています（P:人物伝/PJ:人物伝）。 |